# Carlos Averhoff
Carlos Averhoff (Matanzas, 6 december 1947 - Miami, 23 december 2016) was een Cubaanse jazz-saxofonist (tenorsaxofoon, sopraansaxofoon en altsaxofoon) en fluitist. Hij is vooral bekend geworden als lid van de groep Irakere.
Averhoff studeerde klassieke saxofoon aan het Conservatorio Amadeo Roldan, waar hij in 1969 afstudeerde. Hij was vanaf de oprichting lid van de band Irakere, waar hij tot 1994 speelde. Hierna verhuisde Averhoff naar Amerika (Miami). 
Hij heeft onder eigen naam enkele albums opgenomen en speelde mee op opnames van Irakere-leden Chucho Valdés, Arturo Sandoval en Paquito D'Rivera, alsook van bijvoorbeeld Hilario Durán, Candido en Orquestra Todos Estrellas. Ook speelde hij samen met veel grote sterren, zoals Stan Getz, George Benson, Dizzy Gillespie, Maynard Ferguson, Chick Corea, Joe Henderson, Betty Carter en Carmen McRae. 
Averhoff was leider van verschillende groepen. Hij gaf privé-les en was docent aan Florida International University, waar hij in 2002 een Master of Music behaalde. Voor saxofoon-studenten en rietblazers schreef hij het leerboek 'Chromaticism, Rhythm & Synchronism'.
Hij overleed op 69-jarige leeftijd in zijn woning.

## Discografie
- Solamente Con Amor
- Imagenes
- Jazz'tā Bueno!!! (met o.m. Paquito D'Rivera), Universal Music Latino, 2006

## Referentie
- Website Carlos Averhoff